# Walter Feit
Walter Feit (Bécs, Ausztria, 1930. október 26. – Branford, Connecticut, 2004. július 29.) amerikai matematikus, aki a véges csoportokkal és a reprezentációelmélettel foglalkozott. Legjelentősebb eredménye a John G. Thompsonnal közösen felfedezett Feit–Thompson-tétel.

## Élete
Feit Bécsben született 1930-ban. 1939-ben, az Anschlusst követően szülei (akik maguk később a zsidóüldözés áldozatai lettek) kimenekítették az országból, és Angliába került. 1946-ban az Egyesült Államokba költözött, ahol rokonaival lakott, majd 1947 szeptemberében a Chicagói Egyetemre kezdett járni. Itt négy év alatt Master's diplomát szerzett matematikából, és 1947-ben, 22 évesen a Cornell Egyetem tanára lett. Doktori címét a Michigani Egyetemen nyerte el 1955-ben. Témavezetője Richard Brauer volt.
Feit 1954-ben a Cornellen ismerkedett össze későbbi feleségével, Sidnie Drescherrel. 1957-ben, Feit 27. születésnapján házasodtak össze. Két gyermekük született: Paul, aki maga is matematikus lett, és Alexandra, aki képzőművész.
1964-ben Feit a Yale Egyetemen helyezkedett el, ahol idővel a matematika tanszék vezetője lett. Elnyerte a Cole-díjat, és az Amerikai Tudományos Akadémia tagja lett. 2003-ban vonult nyugalomba.

## Feit–Thompson-tétel
1963-ban jelent meg legjelentősebb munkája, a John Thompsonnal közös Feit–Thompson-tétel, amely William Burnside egy 1911-es sejtését igazolta. Bár a tétel maga nagyon tömören megfogalmazható („minden páratlan rendű véges csoport feloldható”), a bizonyítás 254 oldalas, és a Pacific Journal of Mathematics teljes 1963-as őszi számát kitölti.
A tétel alapvető szerepet játszott a véges csoportok elméletében. Lendületet és technikai eszközöket adott annak a munkának, ami végül a véges egyszerű csoportok osztályozásában csúcsosodott ki az 1980-as évek elején.